# Матео Алеман
Матео Алеман-і-де-Енеро (ісп. Mateo Alemán y de Enero; 27.09.1547, м. Севілья, Іспанія — 20.11.1615, за ін. даними 1614, Мексика) — іспанський письменник, автор «Гусмана де Альфараче» (1599—1605) — одного із найзнаменитіших шахрайських романів.
Народився у Севільї. Там же закінчив навчання в 1564 році. Потім продовжив навчання в університетах Саламанки і Алькали.
З 1571 по 1588 рік обіймав посаду в казначействі.
У 1571 році одружився з Каталіною де Еспіноса.
У 1594 році був поміщений у в'язницю за звинуваченням у використанні службового становища, але був скоро випущений на свободу. Алеман завжди відчував грошові труднощі: в кінці 1602 році сидів у борговій в'язниці в Севільї.